# Юбин, Ильдар Владимирович
Ильдар Владимирович Юбин (род. 8 июня 1974, Ярославль) — советский и российский хоккеист, защитник. Мастер спорта России (1999). Тренер.

## Биография
Начинал заниматься хоккеем с 10 лет. Воспитанник ярославского «Торпедо», начинал играть за фарм-клубы ШВСМ (1990/91), «Яринтерком» (1991/92). В «Торпедо» дебютировал в переходном турнире 1991/92; всего провёл за команду семь сезонов (1991/92 — 1994/95, 1997/98 — 1999/2000).
Выступал также за клубы «Молот» Пермь (1995/96) «Дейтон Бомберз» (ECHL, 1996/97), «Северсталь-2» (1997), «Крылья Советов» (2000/01 — 2001/02, 2008/09 — 2009/10), «Амур» (2002/03), «Сибирь» (2002/03 — 2004/05), «Химик» Воскресенск (2005/06), «Казахмыс» (2006/07, 2007/08), «Барыс» (2007/08, оба — Казахстан).
Бронзовый призёр чемпионата России (1998, 1999).
Окончил ЯГПУ имени Ушинского. Летом 2010 года завершил карьеру игрока, в сезоне 2010/11 работал тренером в команде МХЛЛ «Крылья Советов». В ярославском «Локомотиве» — селекционер в системе клуба (2011/12), тренер в школе 2012—2021). Главный тренер команды 2008 года рождения «Атланта» Мытищи (2021—2022). Старший тренер в ледовом центре «Звезда» Рыбинск (2022—2023). С марта 2024 года — старший тренер команды 2013 г. р. «Армия СКА» СПб.
Среди воспитанников — Артур Каюмов, Александр Калинин, Григорий Денисенко.
Участник эстафеты Олимпийского огня в Ярославле в ноябре 2013 года.